# Deaflympics d'hiver de 2015
Les Deaflympics d'hiver de 2015, officiellement appelés les 18e Deaflympics d'hiver, se déroulent du 28 mars au 5 avril 2015 à Khanty-Mansiïsk et à Magnitogorsk, deux villes russes. Les Jeux rassemblent 344 athlètes de 27 pays.

## Désignation de la ville hôte

### Les Deaflympics d'hiver de 2015 à Vancouver
Lors du 42e congrès à Taipei, le 4 septembre 2009, on avait approuvé que le lieu de 18e Deafympics d'hiver sera à Vancouver. Le vendredi 19 mars 2010, au BC Sports Hall of Fame à Vancouver, le président du Comité International des Sports des Sourds, Craig Crowley est ravi d'annoncer officiellement le hôte ville du Deaflympics d'hiver de 2015 qui sera Vancouver .

### Changement de hôte ville
La comité organisateur du Canada est dissous dans l'année 2011 donc la chance de hôte ville pour Vancouver devient nulle. Aussitôt, l'Association canadienne des sports des sourds se retire officiellement pour accueillir le 18e Deaflympics d'hiver. Le 24 janvier 2014, la ville russe Khanty-Mansiysk est le nouvel hôte ville qui remplace de Vancouver.
Le 20 février 2014, le comité international des sports des sourds a approuvé la ville Khanty-Mansiysk comme le hôte ville de Deaflympics d'hiver de 2015.
Le ministre russe Vitali Moutko affirme que le Deaflympics à Khanty-Mansiysk est prêt.

## Sport

La mascotte officielle de Deaflympics d'hiver de 2015

Les Deaflympics d'hiver de 2015 ont ? disciplines dont ? individuelles et trois en équipe.

### Sports individuels
- Ski Descente
- Ski de fond
- Ski slalom
- Ski slalom géant
- Snowboard

### Sports en équipe
- Curling
- Ski de fond Relais
- Hockey sur glace

## Lieux
- Alpine-skiing Centre Metallurg – Magnitogorsk à Magnitogorsk[9]
- Arena Ugra[10] à Khanty-Mansiysk
- Khvoyny Urman[11] à Khanty-Mansiysk
- Alexander Filipenko Winter Sport Center à Khanty-Mansiysk (Centre Sport d'hiver Alexander Filipenko)[12]
- Ice Palace[13]

## Pays participants
- Allemagne
- Arménie
- Autriche
- Canada
- Chine
- Corée du Sud
- Croatie
- Espagne
- Estonie
- États-Unis
- Finlande
- France
- Hongrie
- Italie
- Japon
- Kazakhstan
- Mongolie
- Norvège
- Pakistan
- Pologne
- République tchèque
- Russie
- Slovaquie
- Slovénie
- Suisse
- Turquie
- Ukraine

## Compétition

### Tableau des médailles
- Pays organisateur (Russie)

| Rang | Nation             | Or | Argent | Bronze | Total |
| ---- | ------------------ | -- | ------ | ------ | ----- |
| 1    | Russie             | 12 | 6      | 12     | 30    |
| 2    | République tchèque | 6  | 1      | 0      | 7     |
| 3    | États-Unis         | 3  | 3      | 2      | 8     |
| 4    | Italie             | 3  | 2      | 0      | 5     |
| 5    | Japon              | 3  | 1      | 1      | 5     |
| 6    | Suisse             | 1  | 3      | 0      | 4     |
| 7    | France             | 1  | 1      | 3      | 5     |
| 8    | Chine              | 1  | 1      | 2      | 4     |
| 9    | Finlande           | 1  | 1      | 0      | 2     |
| 10   | Ukraine            | 0  | 5      | 3      | 8     |
| 11   | Autriche           | 0  | 4      | 5      | 9     |
| 12   | Canada             | 0  | 2      | 1      | 3     |
| 13   | Norvège            | 0  | 1      | 0      | 1     |
| 14   | Slovénie           | 0  | 0      | 1      | 1     |
| 14   | Allemagne          | 0  | 0      | 1      | 1     |
| 16   | Estonie            | 0  | 0      | 0      | 0     |
| 16   | Croatie            | 0  | 0      | 0      | 0     |
| 16   | Arménie            | 0  | 0      | 0      | 0     |
| 16   | Kazakhstan         | 0  | 0      | 0      | 0     |
| 16   | Slovaquie          | 0  | 0      | 0      | 0     |
| 16   | Espagne            | 0  | 0      | 0      | 0     |
| 16   | Turquie            | 0  | 0      | 0      | 0     |
| 16   | Pologne            | 0  | 0      | 0      | 0     |
| 16   | Pakistan           | 0  | 0      | 0      | 0     |
| 16   | Corée du Sud       | 0  | 0      | 0      | 0     |
| 16   | Mongolie           | 0  | 0      | 0      | 0     |
| 16   | Hongrie            | 0  | 0      | 0      | 0     |

### La France aux Deaflympics
Il s'agit de sa 14e participation aux Deaflympics d'hiver. Avec un total de 3 athlètes français, la France parvient à se hisser à la 7e place dans le classement par nation.
Le porte-drapeau conduisant la délégation française lors de la cérémonie d'ouverture fut le skieur David Pelletier.
Les skieurs français ont remporté une médaille d'or, une médaille d'argent et trois médailles de bronze.

## Réactions internationales

### Organisation des Nations unies
Le secrétaire général des Nations unies Ban Ki-moon représente ses vœux en vidéo où il s'exprime bonjour et merci en langue des signes.

### Comité international olympique
Le président du Comité international olympique Thomas Bach a rédigé une lettre.

### Russie
Le président de la fédération de Russie Vladimir Poutine laisse le message aux Deaflympics: « Pour la première fois la Russie est l'hôte de cette prestigieuse compétition internationale qui est unique à la fois en termes de son ampleur et de son pouvoir d'inspiration et de créativité. Nous assumons la responsabilité particulière dans l'organisation et la tenue de ces Jeux, et nous nous efforçons de faire chaque participant à l'aise à Khanty-Mansiysk et Magnitogorsk, de bons résultats et atteindre les objectifs fixés ».

### Canada
Le Premier ministre du Canada Stephen Harper a également rédigé une lettre pour les athlètes canadiens et ses personnels canadiens ainsi aux Deaflympics.